# العلاقات الأمريكية البوتانية
العلاقات الأمريكية البوتانية هي العلاقات الثنائية التي تجمع بين الولايات المتحدة وبوتان.

## مقارنة بين البلدين
هذه مقارنة عامة ومرجعية للدولتين:
| وجه المقارنة                                              | الولايات المتحدة                                                                                                  | بوتان          |
| --------------------------------------------------------- | --- | -------------- |
| المساحة (كم2)                                             | 9.83 مليون | 38.39 ألف      |
| عدد السكان (نسمة)                                         | 311.58 مليون | 807.61 ألف     |
| الكثافة السكانية (ن./كم²)                                 | 31.7 | 21.04          |
| العاصمة                                                   | واشنطن العاصمة | تيمفو          |
| اللغة الرسمية                                             | لغة إنجليزية | لغة دزونكا     |
| العملة                                                    | دولار أمريكي | نغولترم بوتاني |
| الناتج المحلي الإجمالي (بليون دولار)                      | 19.39 تريليون | 2.51 مليار     |
| الناتج المحلي الإجمالي (تعادل القوة الشرائية) بليون دولار | 18.04 تريليون | 6.49 مليار     |
| الناتج المحلي الإجمالي الاسمي للفرد دولار أمريكي          | 56.12 ألف | 2.66 ألف       |
| الناتج المحلي الإجمالي للفرد دولار أمريكي                 | 54.63 ألف | 7.82 ألف       |
| مؤشر التنمية البشرية                                      | 0.920 | 0.605          |
| رمز المكالمات الدولي                                      | +1 | +975           |
| رمز الإنترنت                                              | .us، حكومة، .mil، Edu.                                                                                            | .bt            |
| المنطقة الزمنية                                           | توقيت ساموا الأمريكية، توقيت أطلنطي موحد، منطقة زمنية وسطى، توقيت ألاسكا ‏، المنطقة الزمنية الجبلية، توقيت تشامرو ‏ | ت ع م+06:00    |

## منظمات دولية مشتركة
يشترك البلدان في عضوية مجموعة من المنظمات الدولية، منها:
| علم المنظمة | اسم المنظمة                        | تاريخ انضمام الولايات المتحدة | تاريخ انضمام بوتان |
| ----------- | ---------------------------------- | ----------------------------- | ------------------ |
|             | وكالة ضمان الاستثمار متعدد الأطراف | 12 أبريل 1988                 | 21 أكتوبر 2014     |
|             | الاتحاد الدولي للاتصالات           | 1 يوليو 1908                  | 15 سبتمبر 1988     |
|             | يونسكو                             | 4 نوفمبر 1946                 | 13 أبريل 1982      |
|             | الأمم المتحدة                      | 24 أكتوبر 1945                | 21 سبتمبر 1971     |
|             | بنك التنمية الآسيوي                | 1966                          | 1982               |
|             | البنك الدولي للإنشاء والتعمير      | 27 ديسمبر 1945                | 28 سبتمبر 1981     |
|             | مؤسسة التمويل الدولية              | 20 يوليو 1956                 | 1 ديسمبر 2003      |
|             | مؤسسة التنمية الدولية              | 24 سبتمبر 1960                | 28 سبتمبر 1981     |
|             | منظمة الشرطة الجنائية الدولية      | ?                             | ?                  |
|             | الاتحاد البريدي العالمي            | ?                             | ?                  |
|             | منظمة حظر الأسلحة الكيميائية       | ?                             | ?                  |

## وصلات خارجية
- موقع وزارة الخارجية الأمريكية
- موقع وزارة الخارجية البوتانية